# Manjra
Manjra és un riu de l'Índia, a Karnataka. Neix a l'altiplà de Patoda i passa prop d'Osmanabad, Bidar i Medak en direcció sempre generalment cap al sud-est per girar sobtadament cap al nord en direcció a Nander i Indur fins que s'uneix al Godavari per la dreta, prop de Kondalwadi, després d'un curs de 623 km. Els seus afluents principals són el Tirna, per la dreta, i 32 km després el Karanja pel mateix costat; per l'esquerra el Lendi i el Manar.